# Hypnornoides seabrai
Hypnornoides seabrai är en kackerlacksart som beskrevs av Rocha e Silva och Aguiar 1977. Hypnornoides seabrai ingår i släktet Hypnornoides och familjen småkackerlackor. Inga underarter finns listade i Catalogue of Life.